# Origen de los mapuches
El origen de los mapuches es la descripción de la forma en que los ancestros de dicho pueblo indígena, o los aborígenes que se pueden denominar ya propiamente mapuches, se originaron en o llegaron al territorio mapuche.

## Hipótesis
Algunas hipótesis, con diferentes grados de aceptación, son:
- En 1909 el antropólogo austriaco Osvaldo Menghin propuso que los mapuches se habrían originado en la Amazonia y que habrían emigrado, pasando por el centro de Argentina y cruzando la cordillera de los Andes. Su hipótesis se sustentaba en los rasgos culturales, semejantes a los de un subgrupo de la Amazonia.[1]
- En 1921 el arqueólogo, etnólogo y folclorista Ricardo E. Latcham postuló que los mapuches habrían migrado originalmente de la pampa argentina y habrían entrado al actual territorio chileno a través de los pasos andinos.[2][3] Esta hipótesis afirmaba que era un pueblo guerrero y seminómada que se habría introducido como una cuña entre los picunches y huilliches, pacíficos y sedentarios, hasta entonces unidos en cultura y territorio. Este pueblo guerrero se habría ubicado entre los ríos Biobío y Toltén. Para el académico, habría habido dos poblamientos:
  - el primero de pescadores y mariscadores a lo largo de la línea costera que habrían evolucionado a una cultura de cazadores-recolectores, y
  - el segundo, en el que al primer poblamiento se habría sumado un pueblo procedente del norte, mucho más culto y que conocía bien el trabajo agrícola y ganadero, además de los tejidos y la alfarería.

Por medio de migraciones sucesivas, estos grupos se habrían trasladado al sur de América dominando a las comunidades primitivas de Chile e imponiéndoles sus costumbres, religión y su lengua, el mapudungun —aunque también hay partidarios de que los invasores habrían adoptado la lengua y parte de la cultura de sus vecinos—. Posteriormente, la hipótesis de Latcham fue apoyada por el historiador Francisco Antonio Encina, lo que la popularizó al pasar a ser de dominio público a través de los antiguos textos escolares de historia. Según el historiador Clímaco Hermosilla, las teorías de Ricardo E. Latcham siguen en plena vigencia.
- En 1925 Tomás Guevara planteó un desplazamiento de norte a sur por parte de grupos de mariscadores y pescadores, de afinidad con la cultura Tiahuanaco, indicando que las diferencias culturales entre los grupos mapuches del norte, centro y sur se explican por el contacto con pueblos extranjeros invasores —es decir, los incas en el siglo XV y los españoles en el siglo XVI—.[7]
- La arqueóloga Grete Mostny afirmó que había una conexión entre las primeras manifestaciones agroalfareras descubiertas en la zona sur, los hallazgos arqueológicos relacionados con la cultura El Molle de la zona de los valles transversales y las primeras culturas del noroeste argentino.[8]
- En la década de 1980, un grupo de trabajo liderado por Francisco Rothhammer confirmó la existencia de migraciones de norte a sur en el poblamiento de Chile basada en medidas craneométricas.[9]
- El historiador argentino Roberto Porcel adhirió a la hipótesis del «origen peruano» de los mapuches, calificándolos como aymaras que se habrían desplazado al sur de Chile por las guerras entre el Antisuyo y el Contisuyo. Además, señala que pehuenches y tehuelches serían originariamente argentinos.[10][11]Verificación fallida

De estas hipótesis, la de Latcham fue la que ganó popularidad hasta la segunda mitad del siglo XX; sin embargo, en su favor no existen evidencias arqueológicas, etnográficas ni lingüísticas sólidas[cita requerida]. En la actualidad, hay cierto consenso en favor de la hipótesis de un origen en actual territorio chileno o «teoría autoctonista»[cita requerida].

## Datos arqueológicos, lingüísticos y genéticos

### Datos arqueológicos
Existen diversas culturas testimoniadas arqueológicamente en Chile en el territorio histórico ocupado por los mapuches:
- El complejo arqueológico de El Vergel, datado entre el siglo XII y el siglo XVI d. C., muestra una cultura del período agroalfarero tardío de Chile. Dada la cercanía de fechas a los primeros mapuches registrados históricamente y la coincidencia de la región geográfica parece bastante seguro que el complejo de El Vergel desde sus inicios se debiera a gentes de lengua mapudungun. Esta cultura tiene un antecedente:
- La cultura Aconcagua, datada entre los siglos X y XVI, era una cultura neolítica tardía[nota 1] o período agroalfarero intermedio[nota 2] que ocupaba la región comprendida entre los ríos Aconcagua por el norte, especialmente el llamado valle del Aconcagua, y el Cachapoal por el sur,[nota 3][12] cuando se produjo la llegada de los españoles. Esta cultura se vio antecedida a su vez por:
- La cultura Pitrén, datada a partir del siglo VII, y por tanto perteneciente al período agroalfarero temprano de Chile. Las comunidades comprendidas bajo esta denominación se ubicaron entre el río Biobío y el lago Llanquihue, ubicado en la región de los Lagos.[13]

### Datos etnográficos y lingüísticos
Los mapuches históricos no eran completamente homogéneos ni cultural ni lingüísticamente, existiendo algunas diferencias menores entre ellos. Los mapuches en sentido amplio engloban a los llamados picunches (grupos septentrionales) y huiliches (grupos meridionales), si bien etnográficamente pueden encontrarse más divisiones:
- Picunches
  - Huaycoches o mapochoes, picunches del valle del Mapocho, donde se fundó la ciudad de Santiago,
  - Promaucaes, picunches de las cuencas del Maipo y el Maule.
- Mapuches (propiamente tal) o araucanos
  - Araucanos, grupo de la costa de Arauco, cuyo apelativo (dado por los españoles) se extendió a todos los otros grupos.
  - Lafkenches o costinos (mapuches de la costa desde el Biobío a Valdivia).
  - Nguluches (mapuches de los valles de La Araucanía y  Valdivia).
    - Arribanos o wenteche.
    - Abajinos o nagche.
- Huilliches
  - Cuncos, subgrupo costero.
  - Llanistas, subgrupo del interior.
  - Veliches, subgrupo de Chiloé.
- Grupos araucanizados (Chile oriental y Argentina)
  - Pehuenches (pueblos araucanizados de los Andes)
  - Ranqueles (pueblo pampeano araucanizado).
  - Salineros.
  - Manzaneros.
  - Puelches araucanizados.
  - Tehuelches araucanizados.

Lingüísticamente, el mapudungun (con una variedad sureña divergente llamada chesungun), la lengua de los mapuches, es una lengua aislada. Eso significa que no existe un parentesco probado con otras lenguas ni de la región ni de fuera de ella. Si bien han existido numerosas propuestas de posibles parentescos, típicamente comparaciones con gününa yajič (puelche) o con las lenguas chon, la revisión de esas propuestas sugiere que no existe ningún parentesco con esas lenguas regionales.
Otros parentescos propuestos, que nunca tuvieron gran aceptación y hoy se consideran completamente descartados, son las propuestas de Louisa Stark y Eric Hamp, a principios de los años 1970, con lenguas de Mesoamérica o con la igualmente abandonada propuesta de considerarla parte de las lenguas yungas. Lyle Campbell discute estas propuestas y muestra contundentes evidencias que las hacen inviables. Más recientemente Mary R. Key (1978) propuso una posible relación con otras lenguas de Chile meridional: el kawésqar y el yagán (las propuestas de Key además relacionan estas lenguas con lenguas de Bolivia y Perú, que tampoco han tenido ninguna aceptación). Joseph Greenberg retomó sin mucho éxito algunas de las propuestas anteriores conjeturando un grupo andino donde situó al mapuche junto con algunos de los grupos mencionados anteriormente. Así, la mayor parte de los especialistas considera que el mapuche es una lengua no emparentada con ninguna otra lengua conocida.

### Datos genéticos

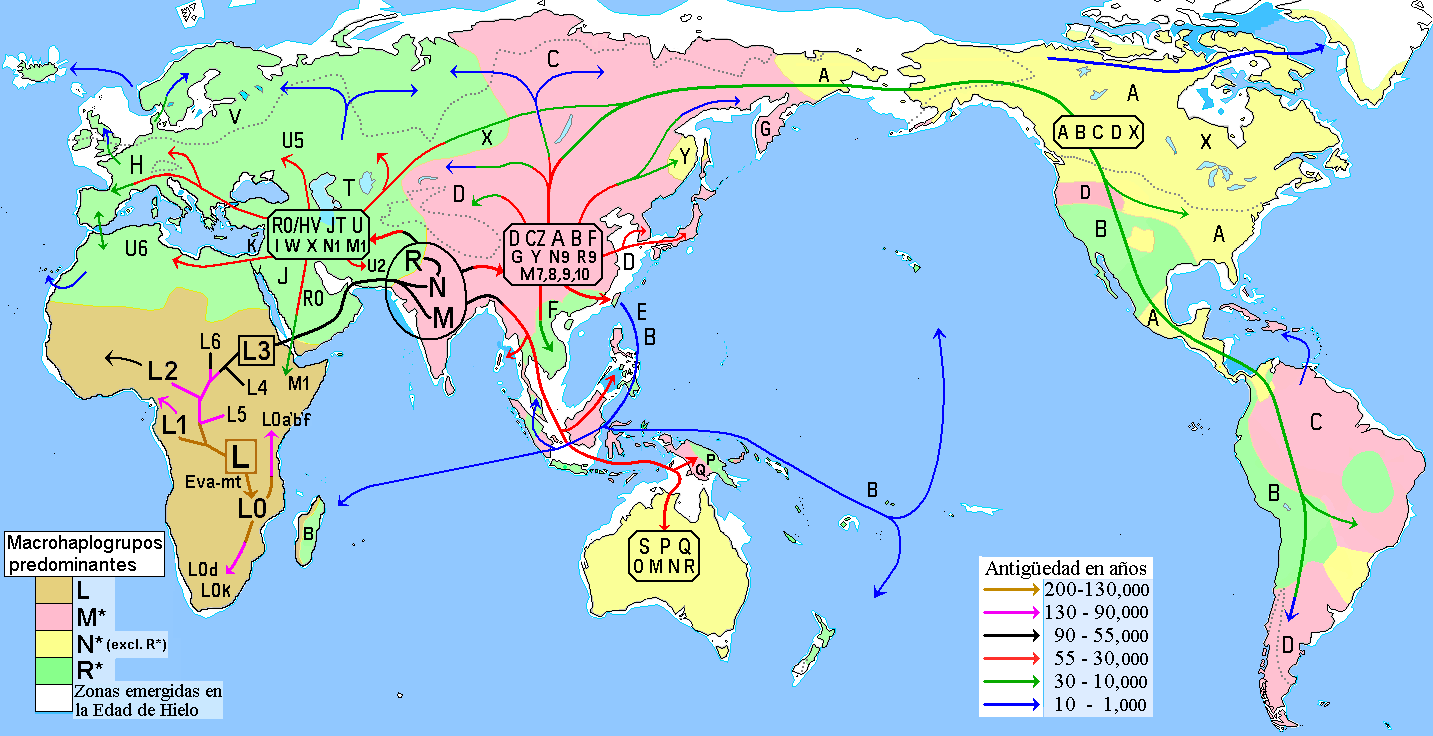
En poblaciones nativas de América y Extremo Oriente hay zonas de predominio del haplogrupo B, en este mapa marcadas de color verde.

Las poblaciones de indígenas andinos y chilenos muestran un exceso de alelos poco frecuentes con respecto a lo encontrado en la parte oriental de América del Sur. Esto sucede cuando la población de una región está en continuo aumento, lo que es compatible con el hecho de que la región andina tenía las mayores densidades de población desde el surgimiento de las sociedades agrícolas complejas hacia el 4000 a. C., mientras que las poblaciones del resto del continente estaban más fragmentadas y en general tenían un menor nivel de desarrollo socioeconómico y demográfico.
Los datos arqueológicos y genéticos sugieren que las poblaciones humanas habrían entrado en Sudamérica durante el pleistoceno. Además, los datos de difusión genética probable sugieren que la región andina desde muy antiguo debió ser la más poblada, lo que también es sugerido por los datos arqueológicos.
Algunos datos adicionales muestran que los mapuches y los yaganes no presentan casi nunca el haplogrupo A (ADNmt), mientras que el haplogrupo B (ADNmt) es escaso. En cambio, entre los pehuenches, estos haplotipos sí se presentan, lo que apunta a que los pehuenches tienen un origen diferente al de los mapuches, lo que concuerda con la idea de que en parte los pehuenches son un grupo mapuchizado. Aun así, el resto de haplogrupos encontrados en pehuenches y mapuches muestran menor distancia entre sí que con las poblaciones del sur de Chile.
Una investigación de la Universidad de Tarapacá, liderada en 2019 por el doctor en genética humana Francisco Rothhammer Engel —premio nacional de Ciencias Naturales en 2016—, concluyó que:
- «efectivamente existió flujo génico de la Amazonia a la población mapuche a través de al menos dos vías migratorias, una utilizando los territorios que actualmente ocupan Perú y Bolivia (tierras altas) y la otra en forma independientemente a través de Bolivia (tierras bajas) y Argentina (norte)»; es decir, hace miles de años hubo desplazamientos y mezcla poblacional de grupos de la Amazonia, los Andes centrales, Chile y Argentina;
- el poblamiento inicial de Chile ocurrió de norte a sur;
- hay proximidad genética entre pehuenches, mapuches, huilliches, tehuelches, alacalufes, yaganes y onas; y «los huilliches son genéticamente indistinguibles de los tehuelches».

## Teoría autoctonista
Al no ser concluyentes ni demostradas ninguna de las hipótesis antiguas, se han realizado numerosos estudios arqueológicos que han descartado las hipótesis de un origen mapuche en las pampas, el Chaco o la Amazonia. Ejemplo de ello son los estudios arqueológicos basado en los descubrimientos del antropólogo estadounidense Tom Dillehay, quien ha encontrado sorprendentes nuevos yacimientos arqueológicos e incluso grandes túmulos de tierra llamados cuel o kwel.
Los estudios arqueológicos de Grete Mostny y Carlos Aldunate han confirmado que, en la temprana unidad cultural, no se aprecian huellas del elemento pampeano postulado antiguamente por Latcham. Así, otras nuevas hipótesis sobre el origen de la etnia mapuche indicarían que el territorio ocupado hoy por Chile antes de la aparición de la cultura mapuche habría estado habitado por grupos recolectores que no tenían asentamiento fijo, pero sí ocupaban ciertas áreas de manera estable y que vivían de la caza de guanacos y huemules, además de la recolección de moluscos, frutos y semillas. Se plantea que estos grupos fueron la base del asentamiento mapuche, y que uno de estos grupos se erigió sobre el resto, e impuso su lenguaje y sus creencias. Sin embargo aún no se puede afirmar con precisión como se originó esta etnia, y solo hay evidencia precisa de que, alrededor de los años 500 y 600 a. C., ya existía una cultura que puede seguirse con certeza hasta los mapuches de siglos posteriores.
Según el antropólogo e historiador José Bengoa, «los mapuches al igual que todos los pueblos originarios, fueron los primeros en nombrar los paisajes de Chile», indicando posteriormente que «los antiguos mapuches, según todas las nuevas teorías, serían originarios del propio territorio chileno. Se trataría de grupos antiguos que fueron evolucionando y cambiando. Es probable que también establecieran contactos con otros pueblos del norte. La secuencia de los hallazgos arqueológicos recientes es clara. Existiría una relación, por ejemplo en la cerámica, entre los grupos alfareros del norte chico del centro de Chile y del sur mapuche». Explica lo anterior señalando que «podríamos decir, simplificando, que las culturas fueron aprendiendo unas de otras de norte a sur, a través de muchos siglos. Ya a partir del siglo VII, los enterramientos, cacharros, tejidos y demás señales culturales encontradas por los especialistas, muestran que la cultura mapuche está cada vez más constituida».
En mayo de 2007, el investigador Patricio Bustamante presentó una nueva hipótesis en la que postuló que la cultura Molle podría haber sido la cultura mapuche arcaica. Esta hipótesis se basó en que la cultura Molle se desarrolló entre el año 1 y el 800 d. C. y que los mapuches aparecieron como cultura propiamente tal alrededor del siglo VII. Estas fechas pueden llevar a engaño en cuanto a que a partir de esa fecha «desapareció» la cultura Molle y de manera independiente «nació» la cultura mapuche. Una explicación que parece razonable es que hacia el final del periodo fue mutando, transformándose hasta el punto de parecer una cultura completamente diferente. Esto puede explicarse por las migraciones y el ocupamiento de espacios geográficos más al sur, con un entorno climático de lluvia predominante y abundancia de bosques. Así, esta última hipótesis, basada en evidencias circunstanciales disponibles en la actualidad (toponimia, petroglifos que pueden representar leyendas mapuches, ausencia de topónimos de idioma desconocido atribuibles a la cultura Molle, el hecho de que ambas sean culturas ribereñas con adoración del espíritu de los cerros y otras), permite postular que posiblemente la que hoy se conoce como la cultura Molle podría ser la cultura mapuche arcaica.